# Monument van de 1200 gardesoldaten

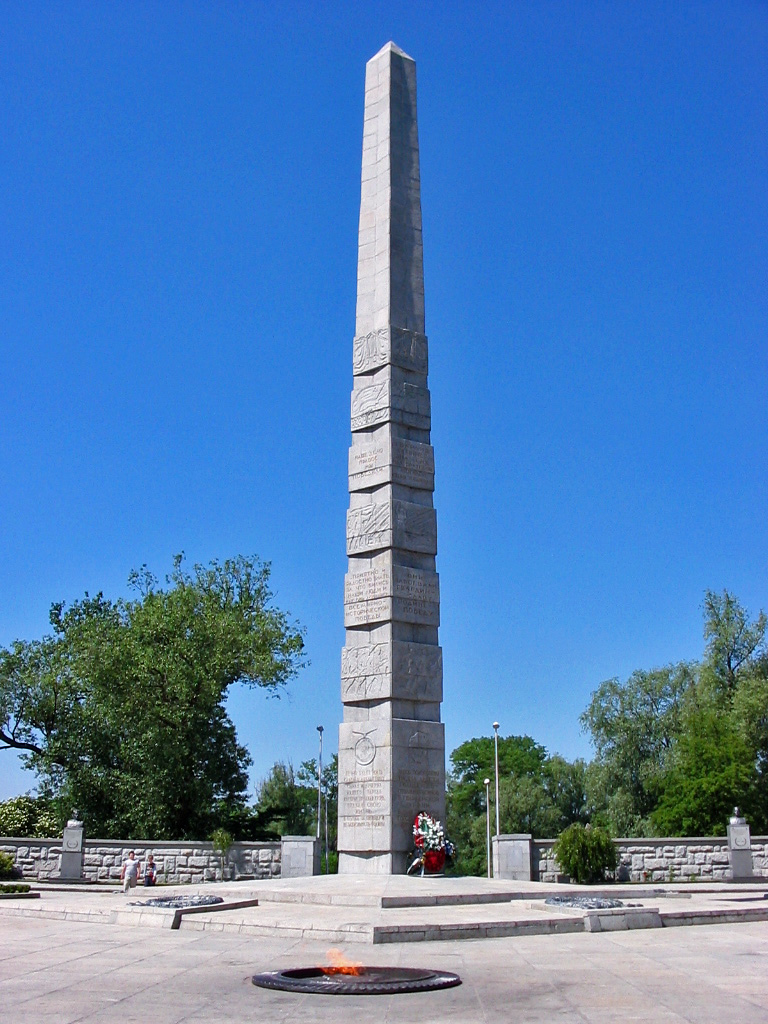
Obelisk en eeuwig vuur

Monument van de 1200 gardesoldaten (Russisch: Памятник 1200 гвардейцам, Pamjatnik 1200 (tysjatsje dvoemstam) gvardejtsam) is een oorlogsmonument en militaire begraafplaats (type massagraf, d.w.z. zonder afzonderlijke graven) van de soldaten van het Rode Leger (11de Gardeleger) die bij de Slag om Koningsbergen sneuvelden. In werkelijkheid zijn er meer dan twaalfhonderd soldaten begraven. Bovendien zijn er nog meer (zij het kleinere) soldatenbegraafplaatsen in Kaliningrad en omgeving.
Het monument bevindt zich aan de Gvardejskij prospekt. Het gedeelte van de prospekt (laan) naast het monument is verkeersvrij. Hier worden jaarlijkse herdenkingen gehouden.
De hoofdontwerper van het monument was de architect Innokentij Meltsjakov. De beelden zijn van verschillende Litouwse beeldhouwers, onder anderen Bronius Pundzius, Rapolas Jakimavičius, Konstantinas Bogdanas. Aan het hoofd van het beeldhouwprogramma stond Juozas Mikėnas.
Het monument vormt een (bij benadering) ovaalvormig plein met een obelisk in het midden. Voor de obelisk bevindt zich het eeuwige vuur. Het plein ligt met één zijde aan de Gvardejskij prospekt, de drie andere zijdes zijn begrensd door een lage muur. Op de muur bevinden zich stenen platen met de namen der gevallenen. Aan de uiteinden van de muur staan twee beeldengroepen, “De bestorming” en “De overwinning”.
De aanleg van het monument en begraafplaats begon reeds in mei 1945. De inhuldiging vond op 30 september 1945 plaats. Hiermee is het een van de eerste oorlogsmonumenten van de Sovjet-Unie. In 1946 werden de beelden “De bestorming” en “De overwinning” toegevoegd, en in 1960 werd het eeuwige vuur ontstoken.
Het monument ligt in de directe nabijheid van de oude Uitvalpoort. In 1995 bouwde men naar aanleiding van de vijftigste verjaardag van de overwinning een gedenkkapel op het dak van de poort, die nu als een deel van het monument beschouwd wordt.
In 2005 werd het monument gerestaureerd.